# راميرو أورتيز
راميرو أورتيز (بالإسبانية: Ramiro Ortiz)‏ هو شخصية أعمال نيكاراغوي، ولد في 1947.